# Goiat
Goiat (Eslovènia, 2004 - Vall de Chistén (Sobrarb), Aragó, 2022) fou un mascle d'os bru procedent de la Reserva de Caça de Jelen, a Eslovènia, que fou alliberat al Pirineu català per la Generalitat de Catalunya el 2016. En aquell moment tenia entre 9-12 anys i pesava 205 kg. El nom Goiat significa noi jove o fadrí en pallarès. El motiu de la translocació d'aquest plantígrad fou la necessitat d’un mascle que trenqués la dominància reproductora de Pyros, que va ser pare, avi o besavi de més de 30 ossos a la serralada. L'objectiu, doncs, era aportar més variabilitat genètica i disminuir el risc d'endogàmia, que pot conduir a una pèrdua de vigor reproductor en la població i l'aparició de malalties genètiques. El 2021, es confirmà que Goiat era el pare d'una osseta nascuda aquell any. Es tractaria de la primera descendència reconeguda d'aquest os eslovè als Pirineus.
El 2022 fou detectat per darrera vegada al Pirineu aragonès. Dos anys més tard se'l donà definitivament per mort.

## Context
L'os bru als Pirineus es trobava al llindar de l'extinció local a la serralada a finals del segle xx, quan només quedaven 4 o 5 exemplars autòctons, degut a la persecució directa per l'home a que es veié sotmesa aquesta població. A partir de mitjans dels anys 90 s'emprengueren diverses mesures per revertir aquesta situació, guanyant molt protagonisme el reforç poblacional mitjançant la translocació d'individus reproductius originaris d’Eslovènia, on resideix una població viable de la mateixa subespècie europea. Entre el 1996 i el 2018 es van translocar 11 exemplars des d'aquest país balcànic (10 a França i 1 Catalunya)
Des de l'inici del programa es van registrar naixements d'ossos als Pirineus i a l'últim cens oficial, divulgat el 2019, s'informaren 52 exemplars vius, entre cadells, sub-adults i ossos adults. Tot i això, la població d'ossos bruns a la serralada continua estant catalogada en perill crític en l'última revisió de la llista vermella de la Unió Internacional per a la Conservació de la Natura (UICN), del 2018.
La reintroducció de l'os als Pirineus suscita des de l'inici de la seva implantació importants adhesions i oposicions en el conjunt de la societat, amb partidaris i detractors que s'articulen en diversos grups d'influència. La principal resistència es deu al fet que un cop alliberats al nou medi pirinenc, els animals translocats i els seus descendents, així com succeïa amb els anteriors ossos autòctons, poden atacar de forma oportunista a la ramaderia i l'apicultura.
El 2014 la presència de l'os als Pirineus agafà embranzida amb la posada en marxa del programa PirosLife, que cercava consolidar el futur de l’os bru als Pirineus mitjançant una série d'accions que pretenien generar un clima de coneixement, participació i coexistència amb la societat. Aquesta iniciativa, que s'emmarcà dins del programa LIFE+ de la Comissió Europea, comptà amb un pressupost inicial de 2,5 milions d'euros, dels quals el 75% provenien de fons europeus. La despesa final arribà fins gairebé els 3 milions d'euros i el programa es donà per exhaurit el 2019.
Una de les principals accions que preveia el programa Piroslife era la introducció d'un nou mascle d'os bru. S'havia diagnòsticat que la variabilitat genètica de la població era baixa, però no extraordinàriament baixa per al nombre de fundadors. El 75% dels ossos nascuts al Pirineu eren descendents de Pyros. Pràcticament tots els mascles en edat reproductora han estat parents directes seus. En canvi, les femelles reproductores representen a tres estirps diferents, procedents de les fundadores Živa, Melba i Hvala.

## Biografia

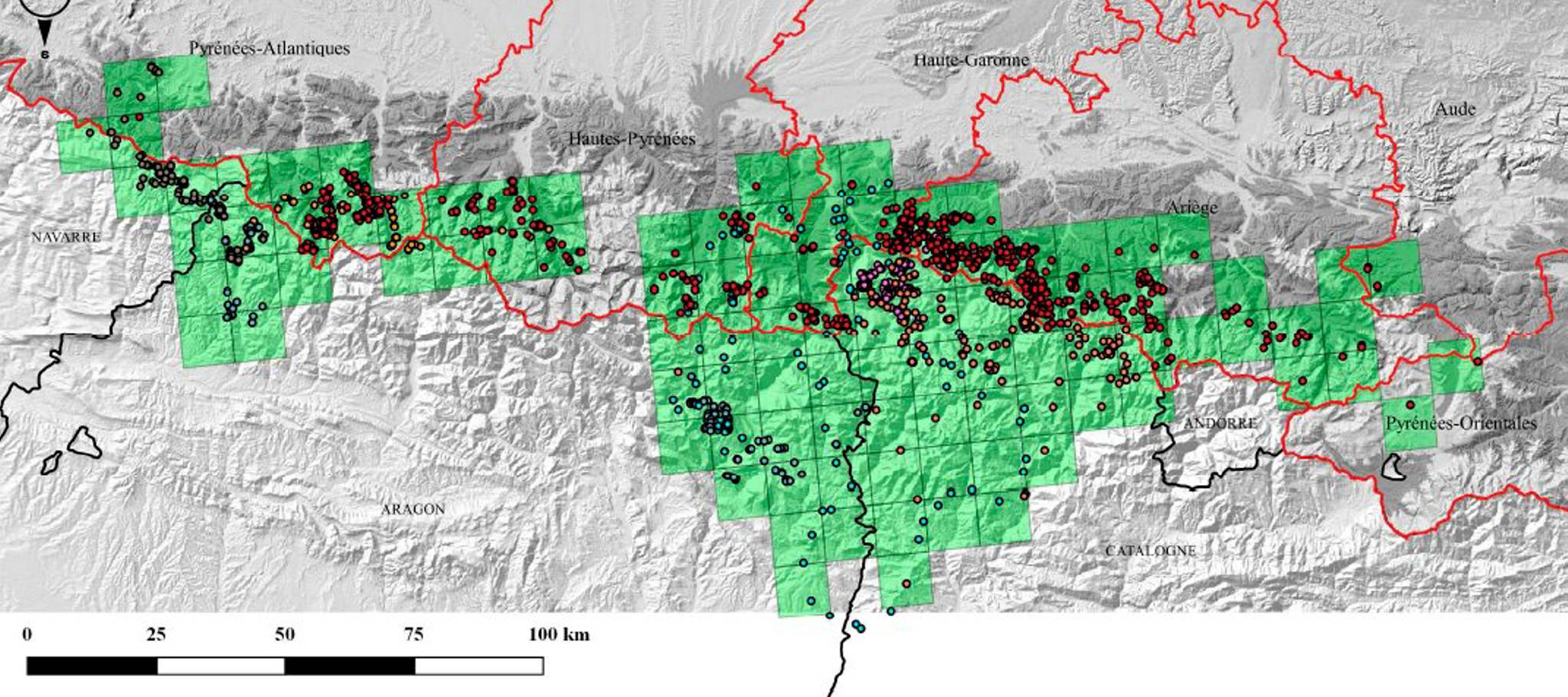
Distribució de l'os bru als Pirineus el 2019. Mostres geolocalitzades. Punts blancs indiquen el trajecte de Goiat.

El trasllat de Goiat va començar a les 2:30 del 6 de juny del 2016 i va arribar al Pirineu català a les 20.30 del mateix dia. Va ser alliberat al Bosc de Bonabé, a Isil, Pallars Sobirà, dins del Parc Natural de l'Alt Pirineu. Al alliberar-lo li van instal·lar emissors convencionals a les orelles, a més d'un collar emissor GPS per poder-lo ubicar en tot moment.
Sembla que a l'estiu acostuma a freqüentar La Barousse i Louron, als Alts Pirineus francesos, i després s'incorpora a la Vall d’Aran per passar l’hivern. El 2019 Goiat va realitzar un gran viatge pels dos Pallars, la Ribagorça i el Sobrarb aragonès, retornant a la Vall d'Aran per l'Alta Garona. Aquest desplaçament exploratori de Goiat provocà que l'àrea geogràfica amb presència provada d'os bru als Pirineus s'ampliés en 3.000 km² respecte l'any anterior.
Fins a la data, Goiat és l'únic exemplar d'os bru translocat per la Generalitat de Catalunya. Tot i que freqüenta el territori de diverses femelles, no fou fins al juny de 2020 que es constatà que s'aparellà amb una d'aquestes. El 2021, les anàlisis genètiques confirmaren que Goiat és el pare d'una osseta nascuda aquell any, l'única supervivent de la ventrada de tres cadells que sortí del cau de Caramellita. Es tractaria de New21_21, la primera descendència reconeguda de Goiat als Pirineus.
La darrera vegada que se'l detectà amb vida fou el 25 d'abril de 2022, a Chistén (Sobrarb), al Pirineu aragonès, quan fou retratat la nit anterior per una càmera de fototrampeig del govern d'Aragó. Coincidentment el 22 d'abril s'havia notificat una depredació seva de cabres i ovelles a la mateixa vall. Dos anys més tard se'l donà definitivament per mort a l'informe anual de la xarxa de l'os bru, integrada per Catalunya, França, Andorra, Aragó i Navarra, donat que es considera que "un mascle adult com aquest, habitualment molt actiu, difícilment pot passar inadvertit més d'un any."

## Reaccions socials contra Goiat

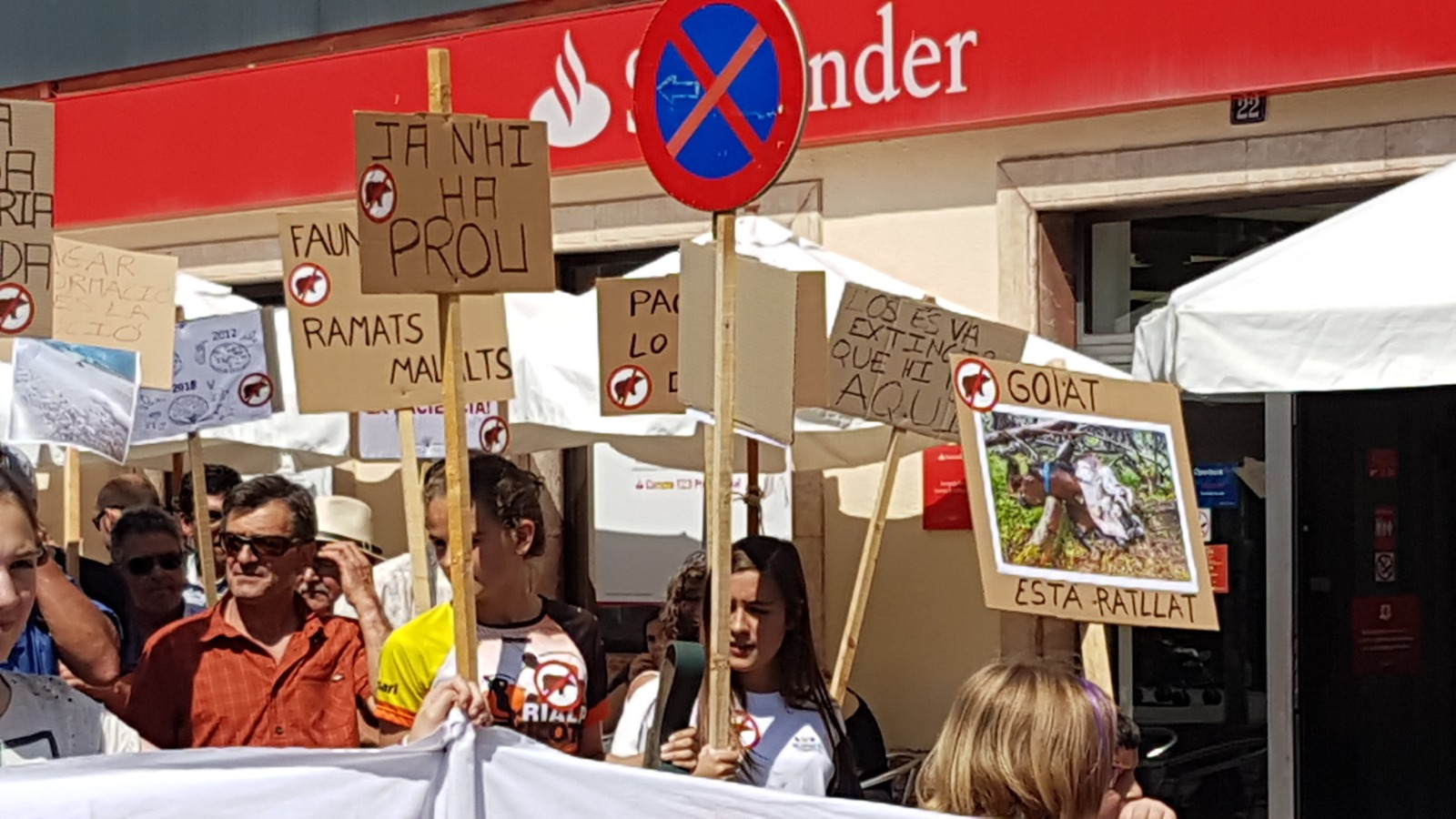
Manifestació anti-os i contra Goiat a Sort, Pallars Sobirà, 28 de juny del 2018.

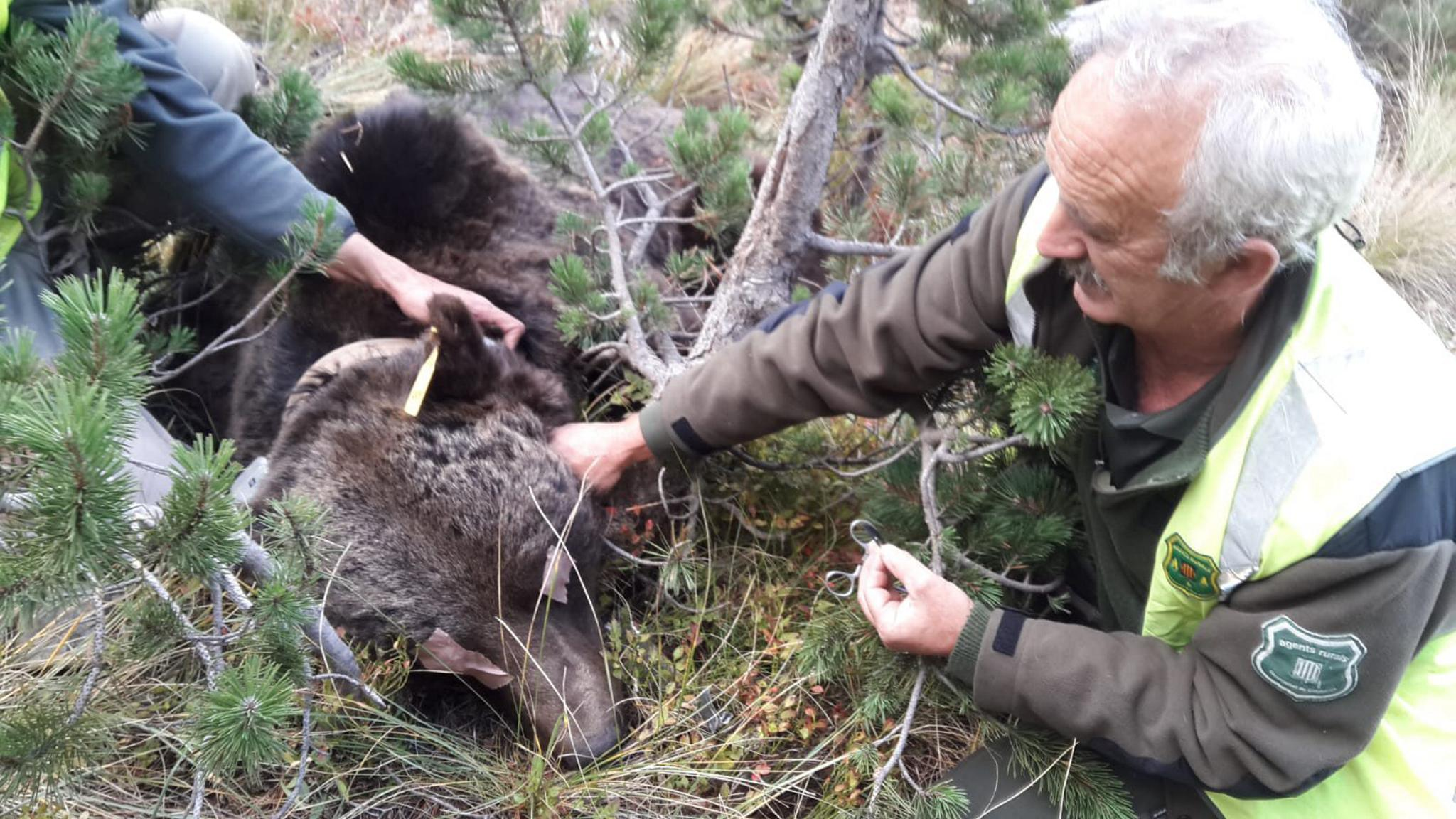
Tècnics canvien la bateria del collar GPS de l'os Goiat. Vall d'Aran, octubre del 2018.

El 2017, es van disparar les alarmes perquè a més dels atacs típics a bestiar oví, caprí i vacú que realitzen els ossos, es van detectar atacs de Goiat a bestiar equí, sobretot a la Vall d'Aran, arribant a matar una éuga de 700 kg. El 2018 la problemàtica prosseguí i les mesures dissuasives que s'havien pres, com l'ús de bales de goma o de tancats elèctrics resultaren «ineficients», fet pel qual es començà a debatre la possibilitat d'extreure'l del medi.
El 28 de juny de 2018 un centenar de ramaders es manifestaren a Sort, per protestar contra l'os bru davant del consell comarcal del Pallars Sobirà i exigir la retirada de Goiat, després que hagués mort una éuga la setmana anterior a Son del Pi. En aquell moment hi havia al Pirineu prop d'una desena d'explotacions immobilitzades en haver donat positiu en tuberculosi i els manifestants reclamaren a l'administració que apliqués a la fauna salvatge el mateix control de sanejament que es fan als ramats, en ser aquesta portadora i transmissora la malaltia. Denunciaren també retards en el pagament de les indemnitzacions i alertaren que aquest fet podria comportar el tancament d’algunes explotacions. El 31 d'agost, el sindicat Unió de Pagesos convocà una manifestació a Vielha contra la gestió de la fauna salvatge i denunciar els danys que ocasionen l'os, el voltor, el cabirol i el senglar als sectors afectats. La protesta fou secundada per unes 300 persones i comptà amb la presència del síndic d'Aran i representants del sector ramader i turístic. A l'octubre s'efectuà una espectacular operació amb helicòpter per canviar la bateria del collar GPS de Goiat i el novembre s'aprovà el Protocol d'intervenció d'ossos al Pirineu, amb l'objectiu d'orientar l'actuació davant d'exemplars amb conductes atípiques i resoldre situacións conflictives.
El 2019 es van reforçar les mesures aversives i aquell any Goiat va realitzar un gran viatge dispersant per bona part dels Pirineus i Prepirineus centrals (vegéu imatge adalt). Tanmateix, aquell estiu es va saber que Goiat acumulava més de cent caps de bestiar morts en els seus tres anys a la serralada. Les seves incursions erràtiques van desfermar una campanya anti-os a tot el vessant sud dels Pirineus, amb manifestacions per diverses valls, articulades per una plataforma transpirenenca que aglutinà més de 40 associacions ramaderes i sindicals de Catalunya, Aragó i Navarra, i que culminà amb una gran manifestació el 22 d'agost a Ainsa, al Sobrarb. A Catalunya, la principal concentració es produí el 30 de juny a Llessui (Sort) i aplegà un centenar de persones, convocades pels sindicats agrícoles ASAJA, Unió de Pagesos i l'Associació de Ramaders del Pallars Sobirà.
Les incursions de Goiat per l'Aragó, primer a la Ribagorça i posteriorment i amb assiduïtat a la vall de Gistau, al Sobrarb es saldaren amb atacs a vedells, ruscs, queixes i protestes de ramaders. Aquestes van desembocar en una reunió a Plan de les entitats sindicals ramaderes amb el conseller de medi ambient d'Aragó, el 16 de juliol. L'actitud exaltada d'alguns manifestants, emulant als seus veïns francesos del Bearn i l'Arieja, contra la passivitat administrativa aragonesa va desembocar a la fi de la reunió en incidents, amb amenaces al conseller, insults i trencament de les llunes del vehicle oficial. Cinc persones foren sancionades posteriorment amb multes de 2.000 euros. En línies generals, l'administració aragonesa no vol sentir a parlar de la reintroducció de l'espècie i exigeix responsabilitats a Catalunya i França de les escomeses dels plantígrads, acatant a contracor que l'espècie sigui un animal salvatge amenaçat d'extinció i protegit per les directives europees, nacionals i autonòmiques.
A la tardor del 2019 l'aparició a l'escena pública de Cachou (fr), un os sub-adult al que se li atribuïren diversos i reiterats atacs a bestiar equí a la Vall d'Aran, tensionà encara més la situació. El malestar entre els criadors de cavalls, ramaders i sindicats provocà que els polítics es reunissin a Madrid per a estudiar la revisió del Protocol d'Intervenció amb ossos i permetre la possible extracció del medi d'exemplars problemàtics, com Cachou o Goiat.
A l'abril del 2020 el nom de Goiat sonava radere de sis escomeses contra ovelles a les valls de Benasc (Ribagorça) i de Gistau (Sobrab), fets pels quals els sindicats agraris aragonesos i els ajuntaments dels municipis afectats demanaren la retirada urgent de Goiat.
A la tardor del 2020 es va saber que Goiat s'avia alliberat del collar GPS que se li havia canviat el 2018 i facilitava les tasques de seguiment i auditoria de danys al bestiar. Llavors la Generalitat anuncià la imminent introducció de la figura d'un mediador per reduir tensions amb els ramaders i a inicis del 2021 ja hi havia 5 mediadors treballant permanentment al Pallars per establir ponts de col·laboració entre el desenvolupament del Life i el territori.
Entre el 20 i el 27 d'abril del 2021 es confirmaren tres atacs a bestiar de Goiat a la Vall de Loron, a la Bigorra, un dels quals suposà la depredació d'una ovella a dins d'un estable, a només 50 metres de les primeres cases del poble de Lançon (Alts Pirineus). El 29 d'abril unes 200 persones es manifestaren a Arreu (Alts Pirineus) contra els ossos i demanant la retirada de l'animal. El 12 de maig la prefectura dels Alts Pirineus activà la fase 3 (d'un total de 4) del protocol d'ossos problemàtics (fr), per tal de capturar Goiat a fí de posar-li de nou un collar GPS i poder-ne fer un seguiment amb molta més exactitud.
A inicis de maig a l'Aran també hi hagué molt rebombori degut a 4 atacs a bestiar oví en una setmana, coincidint amb una disminució dels atacs de Goiat a França. Tanmateix les anàlisis genètiques confirmaren que el causant dels atacs no era Goiat, sinó Pelut, un altre mascle d'os fins aleshores sense antecendents. Aquell any Goiat també fou identificat a l'Alta Garona (Artiga i Mèles) i, al vessant sud de la serralada, al Sobrarb (Chistén). Goiat fou detectat per última vegada de nou a Chistén el 24 d'abril de 2022, dos dies després que es demostrés una predació seva de cabres i ovelles.

## Documentals
Hi ha com a mínim quatre documentals realitzats a Catalunya que toquen el tema de la reintroducció de l'os al Pirineu, dos fets en català i un en castellà:
- Goiat (2020, 31 minuts), documental del director Jordi Prieto, rodat en català.[56][57]
- Territori os (2020, 45 minuts) és un reportatge en català de Jordi Regàs i Víctor Díaz sobre el conflicte de l'os als Pirineus als últims dos anys, especialment amb el cas de Goiat i Cachou. Programa 30 minuts.[58][59] Duran el rodatge es va poder gravar per primera vegada un os bru en llibertat al Pirineu català per les càmeres de TV3.[60]
- El retorn de l'ós (2019, 28 minuts) - del documentalista i fotògraf de natura David Perpiñan, biòleg veterinari català amb màster i doctorat en medicina i cirurgia d'animals.[61] Versió original en castellà.[62][63]
- El no a l'os (2021, 75 minuts)[64] és un documental dels pallerersos Vanesa Freixa i Pepe Camps que pretén mostrar el perquè a l'oposició a aquest plantígrad als dos vessants dels Pirineus (català i francès), donant veu a pastors i ramaders que expliquen el què significa conviure amb l'os.[65] La cinta mostra com l’os acaba sent la punta de l’iceberg d’una problemàtica molt més profunda que toca de ple a la governança del món rural.[64]